# Раян Маккомбс
Раян Маккомбс (на английски: Ryan McCombs) е американски музикант, вокалист на група SOiL. Бивш вокалист на Drowning Pool от 2005 до 2011 г.

## Биография

### SOiL (1997 – 2004)
Маккомбс се присъединява към Сойл в средата на 1997 г. С тях има два EP албума и три студийни – El Chupacabra, Throttle Junkies, Scars и Redefine. Благодарение на песните Halo и Unreal групата достига международен успех с албума Scars през 2001 г. По време на турне през 2004 г. Раян Маккомбс неочаквано напуска групата.

### Drowning Pool (2005 – 2011)
След напускането си Маккомбс се отдръпва от музиката за около година. По това време фронтмена на Drowning Pool Джейсън Джоунс напуска. На 25 август 2005 г. по време на Ozzfest в Далас, Тексас, Раян е обявен за новия вокалист на групата.
Първата песен с него е римейк на Rise Up по оригинал с Джейсън Джоунс. Песента се казва Rise Up 2006 и се използва от WWE за шоуто SmackDown! до 2008 г. На 7 август 2007 г. излиза албума Full Circle, а през 2010 г. едноименния Drowning Pool. Той става първият за групата, който не е с различен вокалист. През ноември 2011 г. Маккомбс и бандата се разделят.

### Завръщане в SOiL (2011–сега)
През 2011 г. Раян Маккомбс се завръща в Сойл. Групата има участия на Download festival във Великобритания. На 20 август 2013 г. излиза албума Whole, който е първият с Маккомбс от 9 години насам.

## Дискография

### SOiL
- Soil (EP) (1997)
- El Chupacabra (EP) (1998)
- Throttle Junkies (1999)
- Scars (2001)
- Redefine (2004)
- Whole (2013)

### Drowning Pool
- Full Circle – (2007)
- Loudest Common Denominator (Live) – (2009)
- Drowning Pool – (2010)